# Welling United Football Club
 (novembre 2016).
Si vous disposez d'ouvrages ou d'articles de référence ou si vous connaissez des sites web de qualité traitant du thème abordé ici, merci de compléter l'article en donnant les références utiles à sa vérifiabilité et en les liant à la section « Notes et références ».
Maillots
Le Welling United Football Club est un club de football anglais basé à Welling dans le quartier londonien de Bexley.
Depuis la saison 2016-2017 le club évolue en National League South (sixième division anglaise).

## Histoire
- En 1963, fondation du club.
- En 2004, le club accède à la Conference South (sixième division anglaise) créée cette même année.
- En 2013, le club remporte la Conference South et monte en Conference Premier (cinquième division anglaise).
- En 2016, le club est relégué en National League South (sixième division anglaise).

## Palmarès
- Champion de Conference South : 2013
- Champion de Southern Football League : 1986
- Kent Senior Cup : 1986, 1999, 2009
- London Senior Cup : 1990
- Londres Challenge Cup : 1992

## Entraîneurs
- Kevin Hales (en) 1995–2000
- Tony Reynolds 2000–2002
- Bill Williams 2002–2003
- Paul Parker 2003–2004
- Liam Daish (en) 2004–2005 (intérim)
- Adrian Pennock (en) 2005–2007
- Neil Smith 2007–2008
- Chris Moore & Richard Carpenter 2008 (intérim)
- Andy Ford 2008–2009
- Lee Protheroe 2009 (intérim)
- Jamie Day nov. 2009–déc. 2014
- Jody Brown depuis déc. 2014

## Anciens joueurs
- Danny Dichio
- Keith Rowland
- Steve Finnan